# Boris Parsadanian
Vous pouvez aider à l'améliorer ou bien discuter des problèmes sur sa page de discussion.
- Il ne cite pas suffisamment ses sources. Vous pouvez indiquer les passages à sourcer avec {{référence nécessaire}} ou {{Référence souhaitée}}, et inclure les références utiles en les liant aux notes de bas de page. (Marqué depuis avril 2024)
- Certaines informations devraient être mieux reliées aux sources mentionnées dans la bibliographie ou les liens externes. Améliorez sa vérifiabilité en les associant par des références. (Marqué depuis avril 2024)
- Il ne s’appuie pas, ou pas assez, sur des sources secondaires ou tertiaires. (Marqué depuis avril 2024)

- Archive Wikiwix
- Bing
- Cairn
- DuckDuckGo
- E. Universalis
- Gallica
- Google
- G. Books
- G. News
- G. Scholar
- Persée
- Qwant
- (zh) Baidu
- (ru) Yandex
- (wd) trouver des œuvres sur Wikidata

Boris Khristoforovich Parsadanian (en russe : Борис Христофорович Парсаданян ; Kislovodsk, 14 mai 1925 – Tallinn, 14 mai 1997) est un compositeur estonien d'origine arménienne.

## Biographie
Boris Parsadanian naît à Kislovodsk, en Russie. Ses premières études sont menées avec Litinsky, au Studio de la maison de la culture arménienne. Il interrompt sa formation pendant la Seconde Guerre mondiale, et est décoré pour son service. Après le conflit, il reprend l'étude du violon à l'école Gnessin de Moscou, jusqu'à l'obtention de son diplôme en 1950.
Il s'installe ensuite en Estonie (1953), obtenant d'abord un poste dans l'Orchestre de la radio de Tallinn. Plus tard, il décide de se concentrer sur la composition et entre au conservatoire de Tallinn, pour étudier l'écriture avec Heino Eller.
Parsadanian devient un Estonien d'adoption, y résidant jusqu'à sa mort. Il écrit l'essentiel de ses œuvres majeures lorsqu'il vit en Estonie et reçoit finalement la distinction d'Artiste émérite de la République socialiste soviétique d'Estonie.
Ses compositions comprennent onze symphonies, composées entre 1958 et 1987, la seconde d'entre elles rend hommage à Martiros Sarian ; un concerto pour violon et orchestre (1955), un quintette à vent (1967), un quatuor à cordes (1974), une sonate pour violon (1986) et d'autres pièces.
Boris Parsadanian est enterré au cimetière boisé de Tallinn.

## Œuvres
- Symphonie no 1 (1958)
- Symphonie no 2 « Martiros Sarian » (1961)
- Quatuor à cordes (1974)
- Duo-Sonate pour violon et violoncelle (1974)
- Concerto pour flûte et orchestre de chambre (1977)
- Symphonie no 5 pour violon et grand orchestre (1978)
- Symphonie no 7 (1980)
- Symphonie no 8 (1982)
- Symphonie no 11 (1987)

## Discographie
- Symphonie no 2 - Orchestre symphonique de la radio télévision d'URSS, dir. Evgeny Svetlanov (28 décembre 1966, Historic Russian Archives – « Evgeny Svetlanov Edition » 10CD Brilliant Classics) (OCLC 1004776743)
- Symphonie no 2 - Orchestre symphonique de l'État d'URSS, dir. Evgeny Svetlanov (28 décembre 1968, Russian Revelation RV 10107) (OCLC 40901251) — couplé avec la symphonie no 2 d'Arif Melikov.
- Boris Parsadanjan, 1925-1997 : un portrait musical : Quatuor à cordes* ; Sonate pour violon et violoncelle ; Concerto pour flûte et orchestre ; Symphonie no 7 - Quatuor Borodine ; Jüri Gerrets, violon et Toomas Velmet, violoncelle ; Samuel Saulus, flûte ; Orchestre symphonique de la radio estonienne, dir. Neeme Järvi et dir. Peeter Lilje (1975, 1978, 1979, 1981, Antes Edition BM-CD 31.9118) (OCLC 48000403)

Svetlanov a en outre enregistré la première symphonie, avec Klara Kadinskaya, soprano.